# Reyðarfjörður (fjord)
Reyðarfjörður är en drygt 30 kilometer lång fjord i republiken Island. Den ligger i regionen Austurland, 400 km öster om huvudstaden Reykjavík.